# Kopfkrauler

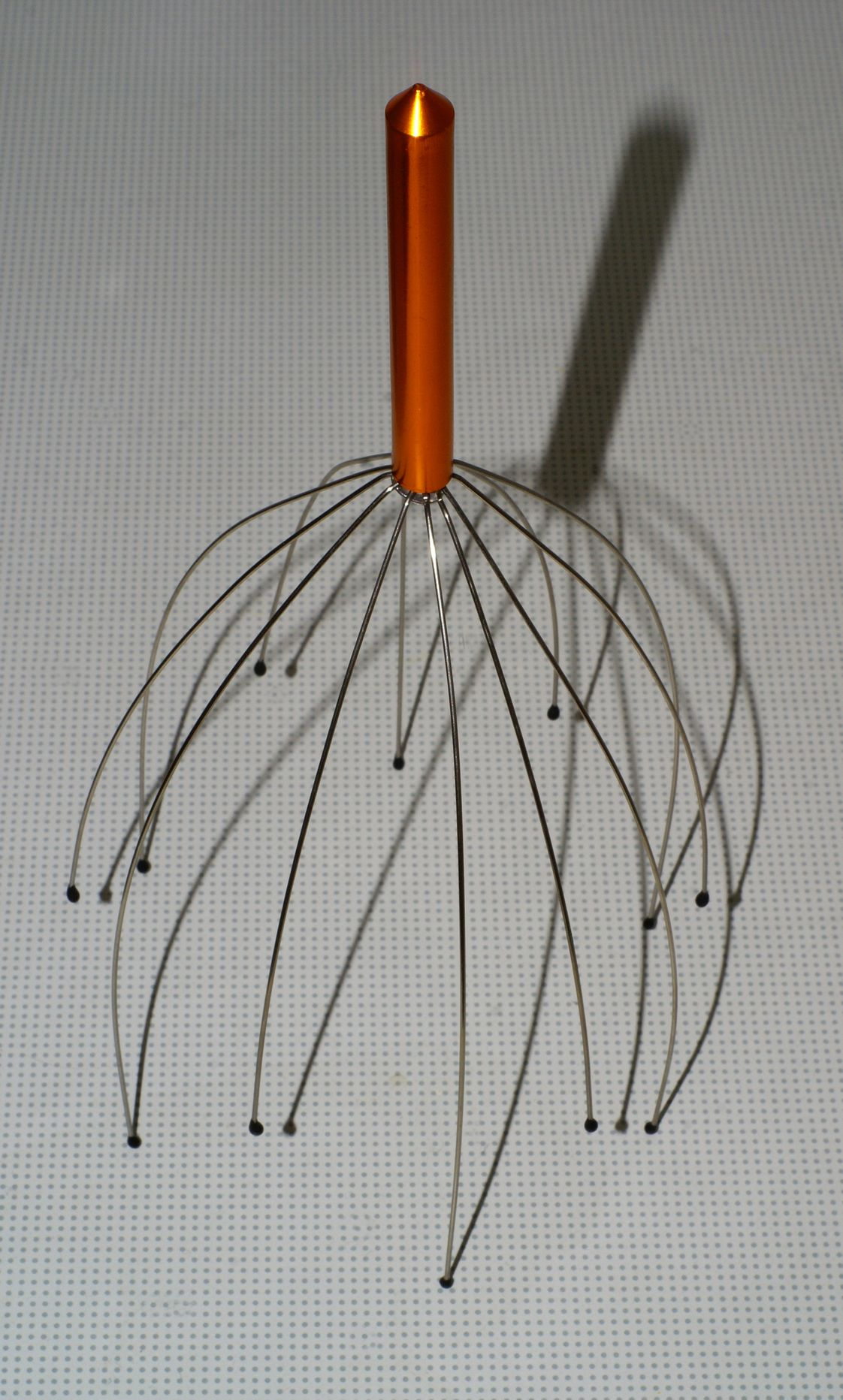
Gerät zur Kopfmassage

Ein Kopfkrauler, auch Kopfmassagegerät oder Kopfkralle ist ein Massagegerät zur Stimulation der Nerven der Kopfhaut (siehe ASMR). Sein Einsatz soll verschiedene therapeutische Effekte nach sich ziehen. Ein wissenschaftlichen Kriterien genügender Nachweis der behaupteten Therapiewirkungen konnte bislang nicht erbracht werden.
Als Folge einer verstärkten Endorphinausschüttung soll die Applikation des Kopfkraulers ein allgemeines Wohlbefinden bewirken, was sich als sogenannte Gänsehaut und leichtes Kribbeln am ganzen Körper bemerkbar mache. Die geförderte Durchblutung sorge weiterhin für die Entspannung der Kopf- und Halsmuskulatur.
Das Gerät besteht üblicherweise aus einem metallenen Haltegriff, von dem in leicht gebogener Form mehrere, meist 12, Drähte abgehen. Die Enden der Drähte sind mit erhärteten Kunststofftropfen bedeckt. Es wird auf die Kopfhaut gesetzt und dann in leichten kreisenden Auf- und Abwärtsbewegungen über den Kopf geführt. Alternativ soll auch ein einfaches, langsames Auf- und Absetzen auf die Kopfhaut für vergleichbare Effekte sorgen.